# Gaudernbach
Gaudernbach ist der westlichste Stadtteil der Stadt Weilburg im mittelhessischen Landkreis Limburg-Weilburg.

## Geografie
Das Dorf liegt am Südosthang des Westerwaldes und 3,9 km südwestlich der Weilburger Kernstadt.
Die Gemarkung grenzt im Norden an die von Hasselbach, im Osten an Odersbach. Im Süden schließen sich Wirbelau und im Westen Schupbach an.
Durch Gaudernbach führt die Landesstraße 3322 und die Kreisstraße 417.

## Geschichte

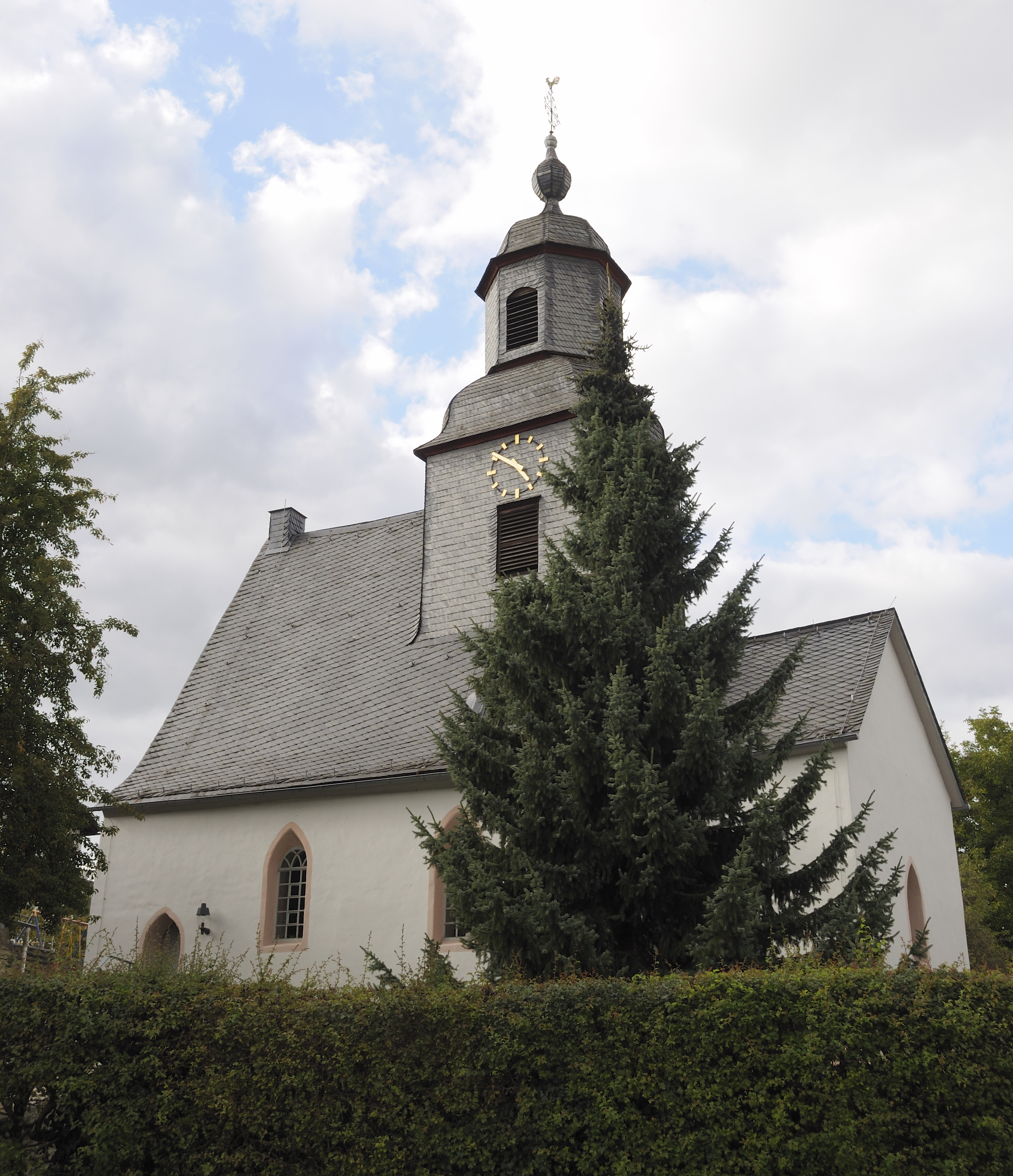
Evangelische Kapelle

### Ortsgeschichte
Die älteste bekannte schriftliche Erwähnung von Gaudernbach erfolgte im Jahr 1320.
In der zweiten Hälfte des 14. Jahrhunderts wurde eine Kapelle errichtet.
In der ersten Hälfte des 19. Jahrhunderts bildeten die sechs Gemeinden Obertiefenbach, Heckholzhausen, Gaudernbach, Wirbelau, Eschenau und Schupbach einen Löschbezirk. Bei ausbrechendem Brand hatten sofort bestimmte Einwohner mit vier angeschirrten Pferden die in Schupbach stationierte Feuerspritze zu holen.
Am 21. Januar 1906 gründete sich die Freiwillige Feuerwehr Gaudernbach. Damit bildete sie mit weiteren bereits bestehenden Freiwilligen Feuerwehren den Löschbezirk Oberlahn im Feuerwehr-Verband für den Regierungsbezirk Wiesbaden, innerhalb dessen sie am 3. September 1906 bei der Bezirksversammlung in Obertiefenbach in einer Stärke von 32 Mitgliedern antrat.
Hessische Gebietsreform (1970–1977)
Zum 31. Dezember 1970 fusionierten im Zuge der Gebietsreform in Hessen die bis dahin selbstständigen Gemeinden Ahausen, Bermbach, Drommershausen, Gaudernbach, Hasselbach, Hirschhausen, Kirschhofen, Odersbach und Waldhausen und die Stadt Weilburg auf freiwilliger Basis zur erweiterten Stadt Weilburg. Dadurch wurde Gaudernbach ein Stadtteil von Weilburg.
Für die ehemals eigenständigen Gemeinden sowie für die Kernstadt wurde je ein Ortsbezirk mit Ortsbeirat und Ortsvorsteher nach der Hessischen Gemeindeordnung gebildet.

### Verwaltungsgeschichte im Überblick
Die folgende Liste zeigt die Staaten bzw. Herrschaftsgebiete und deren untergeordnete Verwaltungseinheiten, in denen Gaudernbach lag:
- bis 1784: Heiliges Römisches Reich, Grafschaft Wied, Amt Runkel
- ab 1784: Heiliges Römisches Reich, Fürstentum Wied, Amt Runkel
- 1806–1813: Großherzogtum Berg, Département Sieg, Arrondissement Dillenburg, Kanton Runkel (ab 1811 Kanton Hadamar)
- 1813–1815: Fürstentum Nassau-Oranien, Amt Runkel
- ab 1815: Herzogtum Nassau, Amt Weilburg
- ab 1849: Herzogtum Nassau, Kreisamt Limburg
- ab 1854: Herzogtum Nassau, Amt Weilburg
- ab 1867: Norddeutscher Bund[Anm. 1], Königreich Preußen, Provinz Hessen-Nassau, Regierungsbezirk Wiesbaden, Oberlahnkreis
- ab 1871: Deutsches Reich, Königreich Preußen, Provinz Hessen-Nassau, Regierungsbezirk Wiesbaden, Oberlahnkreis
- ab 1918: Deutsches Reich, Freistaat Preußen, Provinz Hessen-Nassau, Regierungsbezirk Wiesbaden, Oberlahnkreis
- ab 1944: Deutsches Reich, Freistaat Preußen, Provinz Nassau, Oberlahnkreis
- ab 1945: Amerikanische Besatzungszone, Groß-Hessen, Regierungsbezirk Wiesbaden, Oberlahnkreis
- ab 1946: Amerikanische Besatzungszone, Land Hessen, Regierungsbezirk Wiesbaden, Oberlahnkreis
- ab 1949: Bundesrepublik Deutschland, Land Hessen, Regierungsbezirk Wiesbaden, Oberlahnkreis
- ab 1968: Bundesrepublik Deutschland, Land Hessen, Regierungsbezirk Darmstadt, Oberlahnkreis
- ab 1971: Bundesrepublik Deutschland, Land Hessen, Regierungsbezirk Darmstadt, Oberlahnkreis, Stadt Weilburg[Anm. 2]
- ab 1974: Bundesrepublik Deutschland, Land Hessen, Regierungsbezirk Darmstadt, Landkreis Limburg-Weilburg, Stadt Weilburg
- ab 1981: Bundesrepublik Deutschland, Land Hessen, Regierungsbezirk Gießen, Landkreis Limburg-Weilburg, Stadt Weilburg

### Bevölkerung
Einwohnerentwicklung
| Gaudernbach: Einwohnerzahlen von 1834 bis 2020 | Gaudernbach: Einwohnerzahlen von 1834 bis 2020 | Gaudernbach: Einwohnerzahlen von 1834 bis 2020 | Gaudernbach: Einwohnerzahlen von 1834 bis 2020 | Gaudernbach: Einwohnerzahlen von 1834 bis 2020 |
| --- | ---------------------------------------------- | ---------------------------------------------- | ---------------------------------------------- | ---------------------------------------------- |
| Jahr |                                                |                                                |                                                | Einwohner                                      |
| 1834 | 1834                                           |                                                | 428                                            | 428                                            |
| 1840 | 1840                                           |                                                | 475                                            | 475                                            |
| 1846 | 1846                                           |                                                | 497                                            | 497                                            |
| 1852 | 1852                                           |                                                | 514                                            | 514                                            |
| 1858 | 1858                                           |                                                | 535                                            | 535                                            |
| 1864 | 1864                                           |                                                | 554                                            | 554                                            |
| 1871 | 1871                                           |                                                | 551                                            | 551                                            |
| 1875 | 1875                                           |                                                | 515                                            | 515                                            |
| 1885 | 1885                                           |                                                | 534                                            | 534                                            |
| 1895 | 1895                                           |                                                | 494                                            | 494                                            |
| 1905 | 1905                                           |                                                | 490                                            | 490                                            |
| 1910 | 1910                                           |                                                | 481                                            | 481                                            |
| 1925 | 1925                                           |                                                | 516                                            | 516                                            |
| 1939 | 1939                                           |                                                | 441                                            | 441                                            |
| 1946 | 1946                                           |                                                | 657                                            | 657                                            |
| 1950 | 1950                                           |                                                | 641                                            | 641                                            |
| 1956 | 1956                                           |                                                | 633                                            | 633                                            |
| 1961 | 1961                                           |                                                | 717                                            | 717                                            |
| 1967 | 1967                                           |                                                | 722                                            | 722                                            |
| 1970 | 1970                                           |                                                | 809                                            | 809                                            |
| 1980 | 1980                                           |                                                | ?                                              | ?                                              |
| 1990 | 1990                                           |                                                | ?                                              | ?                                              |
| 2000 | 2000                                           |                                                | ?                                              | ?                                              |
| 2011 | 2011                                           |                                                | 851                                            | 851                                            |
| 2016 | 2016                                           |                                                | 855                                            | 855                                            |
| 2020 | 2020                                           |                                                | 851                                            | 851                                            |
| Datenquelle: Historisches Gemeindeverzeichnis für Hessen: Die Bevölkerung der Gemeinden 1834 bis 1967. Wiesbaden: Hessisches Statistisches Landesamt, 1968. Weitere Quellen: LAGIS; Stadt Weilburg; Zensus 2011 |                                                |                                                |                                                |                                                |

Einwohnerstruktur 2011
Nach den Erhebungen des Zensus 2011 lebten am Stichtag, dem 9. Mai 2011, in Gaudernbach 851 Einwohner. Darunter waren 51 (10,1 %) Ausländer.
Nach dem Lebensalter waren 147 Einwohner unter 18 Jahren, 351 zwischen 18 und 49, 108 zwischen 50 und 64 und 93 Einwohner waren älter.
Die Einwohner lebten in 336 Haushalten. Davon waren 99 Singlehaushalte, 99 Paare ohne Kinder und 114 Paare mit Kindern, sowie 18 Alleinerziehende und 6 Wohngemeinschaften. In 60 Haushalten lebten ausschließlich Senioren und in 234 Haushaltungen lebten keine Senioren.
Religionszugehörigkeit
| • 1885: | 506 evangelische (= 94,76 %), 28 jüdische (= 5,24 %) Einwohner      |
| • 1961: | 573 evangelische (= 79,92 %), 140 katholische (= 19,53 %) Einwohner |

## Politik
Ortsvorsteher ist nach der Kommunalwahl in Hessen 2021 Karl-Heinz Marten.

## Vereine
Das Vereinsleben wird hauptsächlich vom Frauen- und Mädchenchor, vom Frauen-Singkreis, von der 1906 gegründeten Freiwillige Feuerwehr Gaudernbach (seit 1. April 1984 mit Jugendfeuerwehr), vom Landfrauenverein, MGV „Eintracht“ Gaudernbach, NCG Narrenclub, Reichsbund der Kriegsopfer Ortsgruppe Hasselbach-Gaudernbach, Reit- und Fahrverein, TuS 1911 Gaudernbach e. V., VdK-Ortsverein Gaudernbach, Vogel- und Naturschutzverein sowie vom Western- und Freizeitreitverein geprägt.

## Infrastruktur
Den weit überwiegenden Teil der in Gaudernbach vorhandenen Arbeitsplätze stellen Bauunternehmen (Hoch-, Straßen- und Tiefbau), eine Großmetzgerei, im Brandschutz und in der Metallverarbeitung tätige Unternehmen bereit.
Seit dem Jahr 1906 sorgt die Freiwillige Feuerwehr Gaudernbach (ab 1. April 1984 mit Jugendfeuerwehr) für den abwehrenden Brandschutz und die allgemeine Hilfe in diesem Ort.
Es bestehen das Bürgerhaus am Wingertsberg, der Sportplatz, ein Kinderspielplatz sowie Rad- und Wanderwege.